# 紫枝柳
紫枝柳（学名：Salix heterochroma）是杨柳科柳属的植物，为中国的特有植物。分布于中国大陆的山西、陕西、甘肃、湖南、四川、湖北等地，生长于海拔1,450米至2,100米的地区，多生于林缘，目前尚未由人工引种栽培。

## 异名
- Salix heterochroma Seemen var. concolor Gorz
- Salix heterochroma Seemen var. glabra C. Y. Yu et C. F. Fang